# Maximilian zu Erbach-Schönberg
Maximilian Graf zu Erbach-Schönberg (* 7. April 1787 in Zwingenberg; † 1. Juni 1823 in Schönberg bei Bensheim) war ein deutscher Standesherr und Abgeordneter aus dem Hause Erbach.

## Familie
Maximilian Graf zu Erbach-Schönberg war der Sohn von Gustav Ernst zu Erbach-Schönberg (1739–1812) und dessen Ehefrau Henriette geborene Gräfin zu Stolberg-Stolberg (1753–1816), der Tochter des Christoph Ludwig II. Graf von Stolberg-Stolberg. Maximilian heiratete am 25. Juli 1815 in Utphe Ferdinande Sophie Charlotte Friederike geborene Gräfin zu Solms-Rödelheim und Assenheim (1793–1859), die Tochter des Volrath Friedrich Carl Ludwig Graf zu Solms-Rödelheim und Assenheim. Aus der Ehe ging eine Tochter, Mathilde, hervor.

## Leben
Maximilian zu Erbach-Schönberg studierte ab 1806 Kameralwissenschaft an der Universität Heidelberg und ab 1811 an der Universität Göttingen. 1813 kämpfte er als Rittmeister in der preußischen Armee gegen Frankreich. Nach dem Tod seines Vaters 1816 übernahm er die Standesherrschaft. Mit dieser verbunden war ab 1820 ein Mandat in der Ersten Kammer der Landstände des Großherzogtums Hessen. Aufgrund seiner Krankheit konnte er an den Beratungen der Kammer nicht teilnehmen. Nach seinem Tod erbte sein Bruder Emil die Standesherrschaft.